# Stan Howard
Stanley Howard, detto Stan (Chorley, 1º luglio 1934 – Preston, 19 giugno 2004), è stato un calciatore inglese, di ruolo centrocampista.

## Carriera
Nel 1957 l'Huddersfield Town lo preleva dal Chorley, club semiprofessionistico della sua città natale; qui, in 3 stagioni mette a segno in totale 13 gol in 62 partite di campionato nella seconda divisione inglese.
Nella stagione 1960-1961 milita invece nel Bradford City, club di Third Division, con cui realizza 6 reti in 18 partite di campionato; passa quindi al Barrow, club di Fourth Division, con cui rimane per 3 stagioni (86 presenze e 22 reti totali in campionato). Disputa infine un'ultima stagione da professionista, segnando un gol in 21 partite di Fourth Division con l'Halifax Town. Chiude la carriera facendo ritorno al Chorley.